# Culture Sainte-Catherine
La Culture Sainte-Catherine ou Couture Sainte-Catherine est un micro quartier[Quoi ?] de Paris au centre du Marais autour de l’actuelle rue de Sévigné constitué en 1545 par le lotissement d’une partie du domaine de l’ancien prieuré de Sainte-Catherine.

## Situation
Le périmètre du lotissement de la couture Sainte-Catherine est compris entre la rue du Parc-Royal, la rue de Turenne, la partie nord de la rue Pavée, les deux rives d’un  tronçon de la rue des Francs-Bourgeois et la rue Elzévir.
On peut étendre ce quartier au sud jusqu'à la rue Saint-Antoine en incluant le lotissement du terrain de l’église, du couvent Sainte-Catherine et de leurs dépendances au cours des années 1780 comprenant la place du Marché Sainte-Catherine et les rues avoisinantes.

## La censive Sainte-Catherine
Le domaine du prieuré Sainte-Catherine fondé en 1229, situé à l’emplacement de l’actuelle place du Marché Sainte-Catherine, s’étendait sur environ neuf hectares de la rue Saint-Antoine, approximativement entre l’actuelle rue de Birague et l’actuelle rue Malher au sud, la rue Pavée et l’actuelle rue Elzévir à l’ouest, l’actuelle rue du Parc Royal jusqu’au 26 de la rue Saint-Gilles  au nord engobant une partie de l’actuelle place des Vosges à l’est.
Cette censive Sainte-Catherine s’est constituée au XIIIe siècle à la place d’une fraction de la censive  du Temple qui aurait renoncé à son droit de cens au profit de Sainte-Catherine et sur des terres données par deux bourgeois parisiens, Nicolas Gibouin et Pierre de Braine. Ces terres dépendaient de la censive Saint-Victor, pour laquelle les religieux de Sainte-Catherine versaient 29 sous de cens annuel à l’abbaye de Saint-Victor.
Ce domaine sera écorné au sud-ouest par la construction vers 1295 de l’hôtel du Roi de Sicile, situé entre les actuelles rues Pavée, du Roi de Sicile, de Sévigné, par celui de l’hôtel des Tournelles au  XIVe siècle et par l’égout creusé en 1417 à l’emplacement de l’actuelle rue de Turenne sur lequel les religieux de Sainte-Catherine font construire en 1482 un pont pour accéder à la partie est de la censive.
Cette partie d’environ trois hectares est échangée en 1615 avec le fief de Bezée, entre la rue Montorgueil et la rue Française, pour la construction de la place Royale, actuelle place des Vosges.
Les limites de la censive étaient indiquées par des marques dont plusieurs sont encore visibles par des gravures dans le mur de la caserne des pompiers du 7 rue de Sévigné et celui de l’hôtel Lamoignon, à l’angle des rues Pavée et des Francs-Bourgeois.

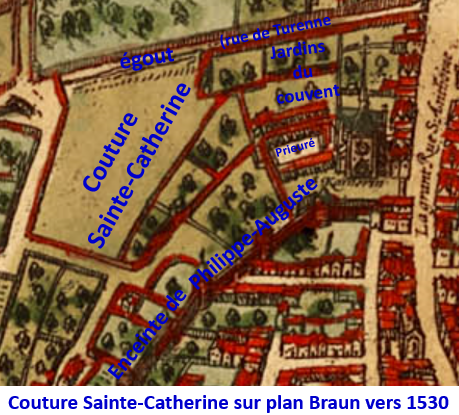
Couture Ste-Catherine sur plan Braun de  1530
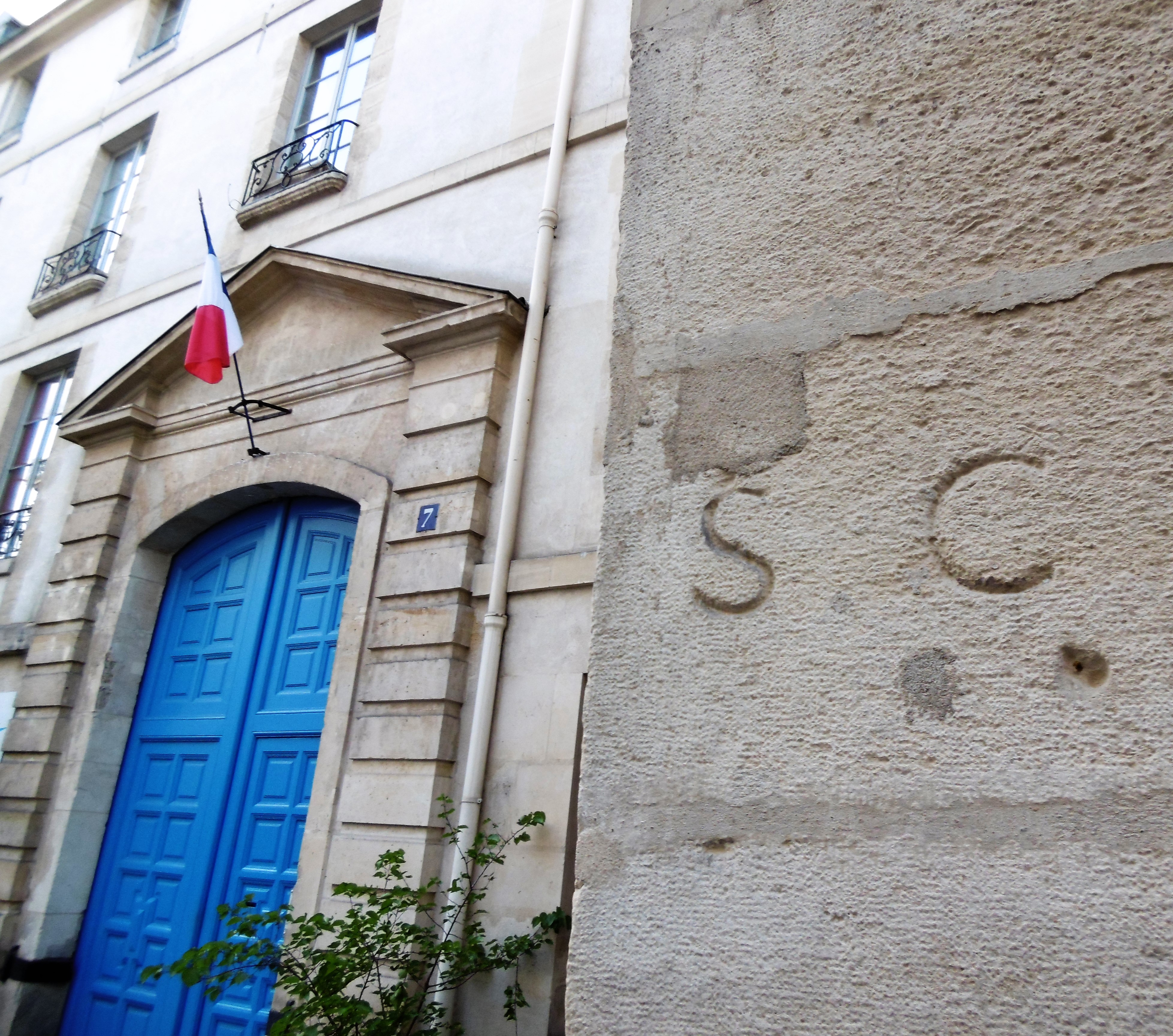
Marque SC limite de la censive Ste-Catherine  7 rue de Sévigné

## Création du quartier
L'extrémité sud du fief entre l'église et la rue Saint-Antoine (de la rue Malher à la rue de Turenne) est précocement lotie et bâtie avant le XIVe siècle.
Sa partie nord-ouest restée en culture jusqu’au milieu du XVIe siècle, blé et vigne à l’origine, légumes et arbres fruitiers à partir du XVIe siècle, est lotie en 1545 par les religieux de Sainte-Catherine pour valoriser leur domaine entre la rue de la culture du parc (actuelle rue du Parc-Royal) au nord, l’actuelle rue de Sévigné à l’est, l’actuelle rue des Francs-Bourgeois et au-delà au sud jusqu’à la rue de la Porcherie disparue, la  rue des trois-pavillons, actuelle rue Elzévir à l’ouest, soit une superficie de 3,39 hectares.
Des rues sont ouvertes sur un plan orthogonal : rue de la Couture-Sainte-Catherine, actuelle rue de Sévigné en prolongement d’une impasse qui donnait accès à l’église, la rue Diane ou rue des trois pavillons, actuelle rue Elvézir, régularisation d'un chemin, la rue Pavée  dans le prolongement de l’impasse Marivaux qui butait sur l’enceinte de Philippe-Auguste, la rue Payenne et la rue Neuve-Sainte-Catherine (actuelle rue des Francs-Bourgeois) dans le prolongement de l’ancienne rue des Poulies, premier tronçon de cette rue.
Ce territoire est divisé en 59 parcelles dont 53 sont vendues en quatre mois avec obligation de construire dans le délai de trois ans avec un alignement imposé le long de la rue et liberté de construction à l’intérieur du terrain. Les acheteurs devaient au couvent Sainte-Catherine une rente foncière d’un sou par toise carrée (environ 4 m2).
Les acquéreurs étaient des membres du Parlement, des valets de la chambre du roi. Certains prennent plusieurs lots, tel Jacques des Ligneris, Président du Parlement, qui achète un ensemble de quatre lots jointifs sur lequel est édifié l’hôtel Carnavalet et le cardinal de Meudon à qui huit parcelles sont concédées au nord de l’ancienne enceinte de Philippe-Auguste pour l'extension de l’hôtel de Meudon, ancien hôtel du Roi de Sicile, entre la rue Pavée, la rue Sévigné et la rue de la Porcherie disparue. D’autres plus modestes, maîtres artisans, commerçants deviennent propriétaires de parcelles moins étendues.
Ce succès amène les religieux en 1549 à étendre  le lotissement à neuf lots au nord de l’église, du prieuré et de ses dépendances (au nord de l’actuelle rue de Jarente jusqu'à la rue du Parc-Royal)  entre la rue de la Couture Sainte-Catherine et la future rue de Turenne, ce qui entraîne le prolongement de la rue des Francs-Bourgeois à l’est jusqu’à l’égout. Cette deuxième partie se construit plus lentement et plus modestement à cause des nuisances de l’égout dont la couverture décidée en 1560 ne s’achève que vers 1631. La dernière parcelle (2 ter et 4 rue des Francs-Bourgeois, 29 et 31 rue de Turenne) est vendue en 1580 à Marc Miron médecin du roi Henri III.
Ce lotissement suit de peu celui de l’hôtel Saint-Pol par François 1er en 1543 et précède de quelques années ceux de l’hôtel Barbette, du parc du Cardinal-Bertrand et du fief des Fusées soit un ensemble limitrophe à l’ouest compris dans un quadrilatère formé par les rues Elzévir, des Francs-Bourgeois, Vieille-du-Temple et de la Perle lui-même suivi à partir de 1603 par celui de l’hôtel des Tournelles et de son domaine pour créer la place Royale et le quartier au nord de cette place.
Ces lotissements qui étendent le quartier du Marais vers l’est correspondent à une phase d’expansion de la ville au milieu du XVIe siècle, succédant aux lotissements du Bourg Saint-Martin-des-Champs, de la Ville-Neuve du Temple  à l'ouest de la rue du Vieille-du-Temple du XIIIe siècle  contemporains d’une période de croissance urbaine, suivie d’une longue période de  déclin de 1348 à 1500 conséquence de la grande peste et de la guerre de Cent Ans.

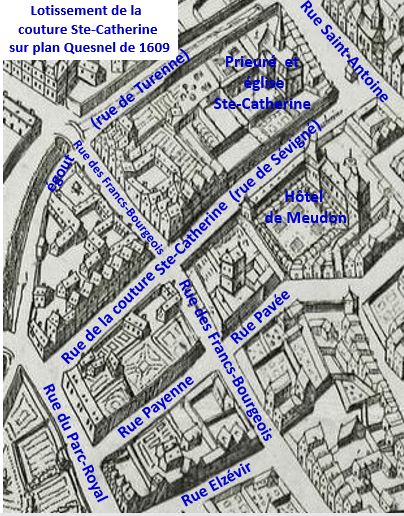
Lotissement après urbanisation sur plan Quesnel de 1609.
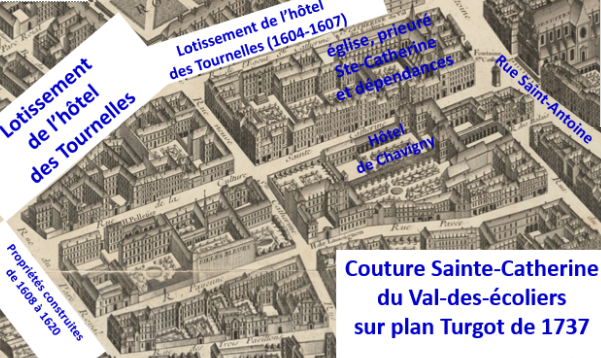
Couture Ste-Catherine sur plan Turgot de 1737

## AuXXIesiècle
Ce quartier, d'une surface très restreinte, comprend une partie au sud, animée avec des restaurants  autour de la place du Marché Sainte-Catherine, des commerces diversifiés rue de Sévigné et rue des Francs-Bourgeois, la partie au nord de cette rue jusqu'à la rue du Parc-Royal est plus calme, de grand intérêt touristique.
Il compte un grand nombre de Monuments historiques parmi lesquels subsistent sept hôtels particuliers datant de la création du lotissement. Certains ont été remaniés au XVIIe siècle et au XVIIIe siècle : hôtel Carnavalet, hôtel de Savourny, hôtel Lamoignon, hôtel de Donon, hôtel de Marle, hôtel de Châtillon, et hôtel d'Albret.